# Moča
Moča este o comună slovacă, aflată în districtul Komárno din regiunea Nitra. Localitatea se află la altitudinea de 109 m deasupra n.m., se întinde pe o suprafață de 17,87 km2 și în 2017 număra 1.122 de locuitori. Se învecinează cu Neszmély și Süttő.

## Istoric
Localitatea Moča este atestată documentar din 1208.

## Demografie
| An:                | 1994 | 2004   | 2014   | 2024   |
| ------------------ | ---- | ------ | ------ | ------ |
| Număr de persoane: | 1190 | 1173   | 1133   | 1145   |
| Diferență:         |      | −1,42% | −3,41% | +1,05% |

| An:                | 2023 | 2024   |
| ------------------ | ---- | ------ |
| Număr de persoane: | 1149 | 1145   |
| Diferență:         |      | −0,34% |